# Opozice (šachy)
V šachu výraz opozice označuje situaci, kdy dochází k přímému střetu dvou králů. Soupeřící králové se k sobě přibližují na nejbližší možnou vzdálenost a dělí je pouze jediné volné pole. K opozici dochází nejčastěji v koncovce, kdy na šachovnici zůstává pouze několik posledních figur a král vyráží do boje podpořit postup svých pěšců.
|   | a                                            | b                                            | c                                            | d                                            | e                                            | f                                            | g                                            | h                                            |   |
| 8 | b7 černý král · b5 bílý král · b4 bílý pěšec | b7 černý král · b5 bílý král · b4 bílý pěšec | b7 černý král · b5 bílý král · b4 bílý pěšec | b7 černý král · b5 bílý král · b4 bílý pěšec | b7 černý král · b5 bílý král · b4 bílý pěšec | b7 černý král · b5 bílý král · b4 bílý pěšec | b7 černý král · b5 bílý král · b4 bílý pěšec | b7 černý král · b5 bílý král · b4 bílý pěšec | 8 |
| 7 | b7 černý král · b5 bílý král · b4 bílý pěšec | b7 černý král · b5 bílý král · b4 bílý pěšec | b7 černý král · b5 bílý král · b4 bílý pěšec | b7 černý král · b5 bílý král · b4 bílý pěšec | b7 černý král · b5 bílý král · b4 bílý pěšec | b7 černý král · b5 bílý král · b4 bílý pěšec | b7 černý král · b5 bílý král · b4 bílý pěšec | b7 černý král · b5 bílý král · b4 bílý pěšec | 7 |
| 6 | b7 černý král · b5 bílý král · b4 bílý pěšec | b7 černý král · b5 bílý král · b4 bílý pěšec | b7 černý král · b5 bílý král · b4 bílý pěšec | b7 černý král · b5 bílý král · b4 bílý pěšec | b7 černý král · b5 bílý král · b4 bílý pěšec | b7 černý král · b5 bílý král · b4 bílý pěšec | b7 černý král · b5 bílý král · b4 bílý pěšec | b7 černý král · b5 bílý král · b4 bílý pěšec | 6 |
| 5 | b7 černý král · b5 bílý král · b4 bílý pěšec | b7 černý král · b5 bílý král · b4 bílý pěšec | b7 černý král · b5 bílý král · b4 bílý pěšec | b7 černý král · b5 bílý král · b4 bílý pěšec | b7 černý král · b5 bílý král · b4 bílý pěšec | b7 černý král · b5 bílý král · b4 bílý pěšec | b7 černý král · b5 bílý král · b4 bílý pěšec | b7 černý král · b5 bílý král · b4 bílý pěšec | 5 |
| 4 | b7 černý král · b5 bílý král · b4 bílý pěšec | b7 černý král · b5 bílý král · b4 bílý pěšec | b7 černý král · b5 bílý král · b4 bílý pěšec | b7 černý král · b5 bílý král · b4 bílý pěšec | b7 černý král · b5 bílý král · b4 bílý pěšec | b7 černý král · b5 bílý král · b4 bílý pěšec | b7 černý král · b5 bílý král · b4 bílý pěšec | b7 černý král · b5 bílý král · b4 bílý pěšec | 4 |
| 3 | b7 černý král · b5 bílý král · b4 bílý pěšec | b7 černý král · b5 bílý král · b4 bílý pěšec | b7 černý král · b5 bílý král · b4 bílý pěšec | b7 černý král · b5 bílý král · b4 bílý pěšec | b7 černý král · b5 bílý král · b4 bílý pěšec | b7 černý král · b5 bílý král · b4 bílý pěšec | b7 černý král · b5 bílý král · b4 bílý pěšec | b7 černý král · b5 bílý král · b4 bílý pěšec | 3 |
| 2 | b7 černý král · b5 bílý král · b4 bílý pěšec | b7 černý král · b5 bílý král · b4 bílý pěšec | b7 černý král · b5 bílý král · b4 bílý pěšec | b7 černý král · b5 bílý král · b4 bílý pěšec | b7 černý král · b5 bílý král · b4 bílý pěšec | b7 černý král · b5 bílý král · b4 bílý pěšec | b7 černý král · b5 bílý král · b4 bílý pěšec | b7 černý král · b5 bílý král · b4 bílý pěšec | 2 |
| 1 | b7 černý král · b5 bílý král · b4 bílý pěšec | b7 černý král · b5 bílý král · b4 bílý pěšec | b7 černý král · b5 bílý král · b4 bílý pěšec | b7 černý král · b5 bílý král · b4 bílý pěšec | b7 černý král · b5 bílý král · b4 bílý pěšec | b7 černý král · b5 bílý král · b4 bílý pěšec | b7 černý král · b5 bílý král · b4 bílý pěšec | b7 černý král · b5 bílý král · b4 bílý pěšec | 1 |
|   | a                                            | b                                            | c                                            | d                                            | e                                            | f                                            | g                                            | h                                            |   |

V opozici má obvykle velký význam tempo. Hráč který je donucen opozici opustit a udělat krok zpět nebo úkrok stranou, se obvykle dostává do nevýhodné situace, neboť soupeřův král obsadí důležité pole na šachovnici.